# Avola
Avola (Siciliano: Àvula) é uma cidade e uma comuna italiana da região da Sicília, província de Siracusa, com cerca de 31.080 habitantes. Estende-se por uma área de 74,27 km², tendo uma densidade populacional de 420 hab/km². Faz fronteira com Noto, Siracusa.

## História
A cidade foi fundada numa area habitada inicialmente pelos Sicani e posteriormente invadida pelos Sículos durante o seculo XIII a.C. Segundo Francesco Maurolico o topónimo Avola está relacionado com o da cidade pré grega de Hybla Major. Hybla era o nome de uma divindade pré-grega mais tarde identificada com a deusa grega Afrodite. Os gregos colonizaram a cidade no seculo VIII a.C.

## Demografia
| Variação demográfica do município entre 1861 e 2011                               |
|                                                                                   |
| Fonte: Istituto Nazionale di Statistica (ISTAT) - Elaboração gráfica da Wikipedia |